# Associazione Sportiva Taranto 1936-1937
Questa pagina raccoglie i dati riguardanti l'Associazione Sportiva Taranto  nelle competizioni ufficiali della stagione 1936-1937.

## Rosa
| N. |                   | Ruolo | Calciatore          |
| -- | ----------------- | ----- | ------------------- |
|    | Italia (bandiera) | A     | Oreste Benet        |
|    | Italia (bandiera) | P     | Adolfo Bolognini    |
|    | Italia (bandiera) | A     | Martino Castellano  |
|    | Italia (bandiera) | A     | Corrado Cavazza     |
|    | Italia (bandiera) | C     | Oreste Cioni        |
|    | Italia (bandiera) | A     | Giordano Colaussi   |
|    | Italia (bandiera) |       | Enrico Gereschi     |
|    | Italia (bandiera) | D     | Michele Giraud (II) |
|    | Italia (bandiera) |       | Gherarducci         |
|    | Italia (bandiera) | A     | Luciano Maran       |

| N. |                   | Ruolo | Calciatore         |
| -- | ----------------- | ----- | ------------------ |
|    | Italia (bandiera) | C     | Antonio Martinolli |
|    | Italia (bandiera) | C     | Salvatore Perrucci |
|    | Italia (bandiera) | C     | Franco Pincelli    |
|    | Italia (bandiera) | C     | Ruggero Salar      |
|    | Italia (bandiera) | D     | Mario Salvati      |
|    | Italia (bandiera) | P     | Guido Sellan       |
|    | Italia (bandiera) | C     | Angelo Strata      |
|    | Italia (bandiera) |       | Pietro Tedeschi    |
|    | Italia (bandiera) | D     | Armando Toso       |